# جواز سفر غينيا
يصدر جواز السفر غينيا لمواطني غينيا للسفر الدولي.

## اللغات
صفحة البيانات والمعلومات مطبوعة باللغة الفرنسية.